# HD 71155
HD 71155 è una stella della costellazione dell'Idra. È conosciuta anche con la designazione di Flamsteed di 30 Monocerotis, in quanto Flamsteed catalogò la stella nella costellazione dell'Unicorno, prima che i confini delle costellazioni fossero formalizzati dalla UAI nel 1930. La sua magnitudine apparente è di 3,90, e dista 122 anni luce dal sistema solare

## Osservazione
HD 71155 è una stella dell'emisfero australe, ma la sua prossimità all'equatore celeste le consente di poter essere osservata da tutte le aree abitate della Terra. D'altra parte questa vicinanza all'equatore celeste fa sì che essa sia circumpolare solo nelle regioni vicine al polo sud terrestre. Essendo di magnitudine +3,90 la si può scorgere anche dai piccoli centri urbani, sebbene un cielo non eccessivamente inquinato sia maggiormente indicato per la sua individuazione.
Il periodo migliore per la sua osservazione ricade nei mesi primaverili dell'emisfero boreale, che equivale alla stagione autunnale dell'emisfero australe.

## Caratteristiche fisiche
HD 71155 è una stella bianca di sequenza principale di tipo spettrale A0V, simile ad esempio a Vega (α Lyrae). Ha una temperatura superficiale di 10.060 K ed è 40 volte più luminosa del Sole. Ha un raggio circa il doppio di quello solare e ruota su sé stessa con una velocità di almeno 134 km/s. La sua massa è di circa 2,3 masse solari, mentre non c'è unanimità di vedute tra gli scienziati sulla sua età; mentre uno studio indica un'età di soli 4,5 milioni di anni, altri cinque studi stimano che la nascita della stella sia avvenuta 169 milioni di anni fa. Ha una relativa abbondanza di ferro significativamente inferiore a quella del sole ([Fe / H] = −0,39), più marcata nel caso del calcio, in quanto l'abbondanza di questo elemento è solo un quarto di quello presente nel Sole.
Un eccesso di radiazione infrarossa osservato sia a 24 μm che a 70 µm indica l'esistenza di un disco circumstellare attorno alla stella. Si ritiene che esistano due distinte cinture: una a 2 UA con una temperatura di 500 K ed una più distante a circa 61 UA, avente una temperatura di 90 K.